# Amsterdam Panthers
De Amsterdam Panthers (oorspronkelijk opgericht als Amstelland Panthers) is een Americanfootballteam uit Amsterdam. Ze komen uit in de Eredivisie, dat georganiseerd wordt door de American Football Bond Nederland (AFBN). De Amsterdam Panthers speelt in het Bijlmer Sportpark.

## Geschiedenis
Het team werd opgericht in het jaar 2000 door Aniel Sriram (secretaris), Edgar van der Schaar (penningmeester) en Michel van der Schaar (voorzitter). Zij speelden voornamelijk flag football. Het jaar erop startte het seniorenteam in de derde divisie en bereikte het meteen de tweede plaats. Door in de play-offs van 2001 te winnen, promoveerden de Amstelland Panthers naar de tweede divisie.
Het seizoen 2002 bleek wederom een succes door het bereiken van de finale van de play-offs van de tweede divisie. De Panthers verloren deze finale echter en bleven in de tweede divisie spelen. In 2004 werd wederom de finale van de tweede divisie gehaald en opnieuw verloren. Ditmaal promoveerde het team wel naar de eerste divisie. In 2005 speelden de Panthers weer in de tweede divisie, waarna ze in 2009 promoveerden naar de eerste.

## Jeugd
De Amsterdam Panthers staan erom bekend veel aandacht te besteden aan de jeugdopleiding, die in de loop der jaren ook zeer succesvol is geweest met meerdere kampioenschappen. Meerdere jeugdspelers zijn doorgestroomd naar de NFL en het college-football in de Verenigde Staten, onder wie Richard Agyekum (University of North Dakota) en Jaïro Faverus (West Virginia University). 
Sinds de verandering bij de jeugddivisiewedstrijden van 9vs9 naar 5vs5 richt de jeugd zich meer op internationale wedstrijden.

## Flagfootball
In het seizoen van 2021-2022 werd Senior Flag opgericht onder leiding van Kyei Ross. Samen met oud-spelers en huidige spelers van de Amsterdam Panthers doet Senior Flag mee met de flagcompetitie en verschillende internationale toernooien in binnen- en buitenland. Zo was het team uitgenodigd door de Sea Split Wolves in Kroatië om deel te nemen aan hun toernooi, waar het de kwartfinales bereikte.
In hetzelfde seizoen werd ook een combi-team (13-16 jaar) opgericht samen met de Rotterdam Anaconda's. Het combi-team speelt voornamelijk wedstrijden in de flagdivisie.